# حرف الضبع (القفر)

تعديل مصدري - تعديل

حرف الضبع محلة تابعة لقرية قيدان، التابعة لعزلة بني سيف السافل بمديرية القفر إحدى مديريات محافظة إب في الجمهورية اليمنية، بلغ تعداد سكانها 80 حسب تعداد اليمن لعام 2004.